# ホイールベース

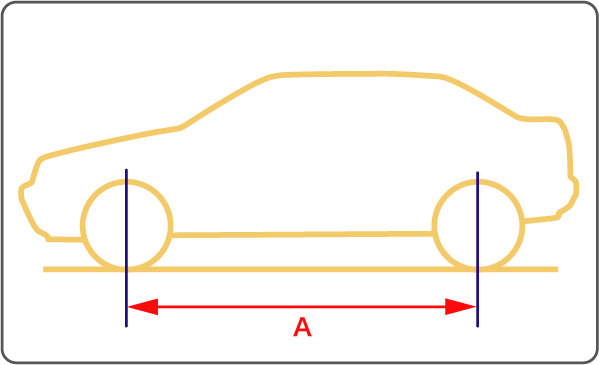
距離「A」がホイールベース

ホイールベース（英: wheelbase）とは､車両において、前輪軸と後輪軸との距離を表すもので、日本語で「最遠軸距」、または単に「軸距」と表記される。ホイールベースの単位は mmやインチ で表示されることが多い（バスなどはmで表示されることもある）。

## 自動車

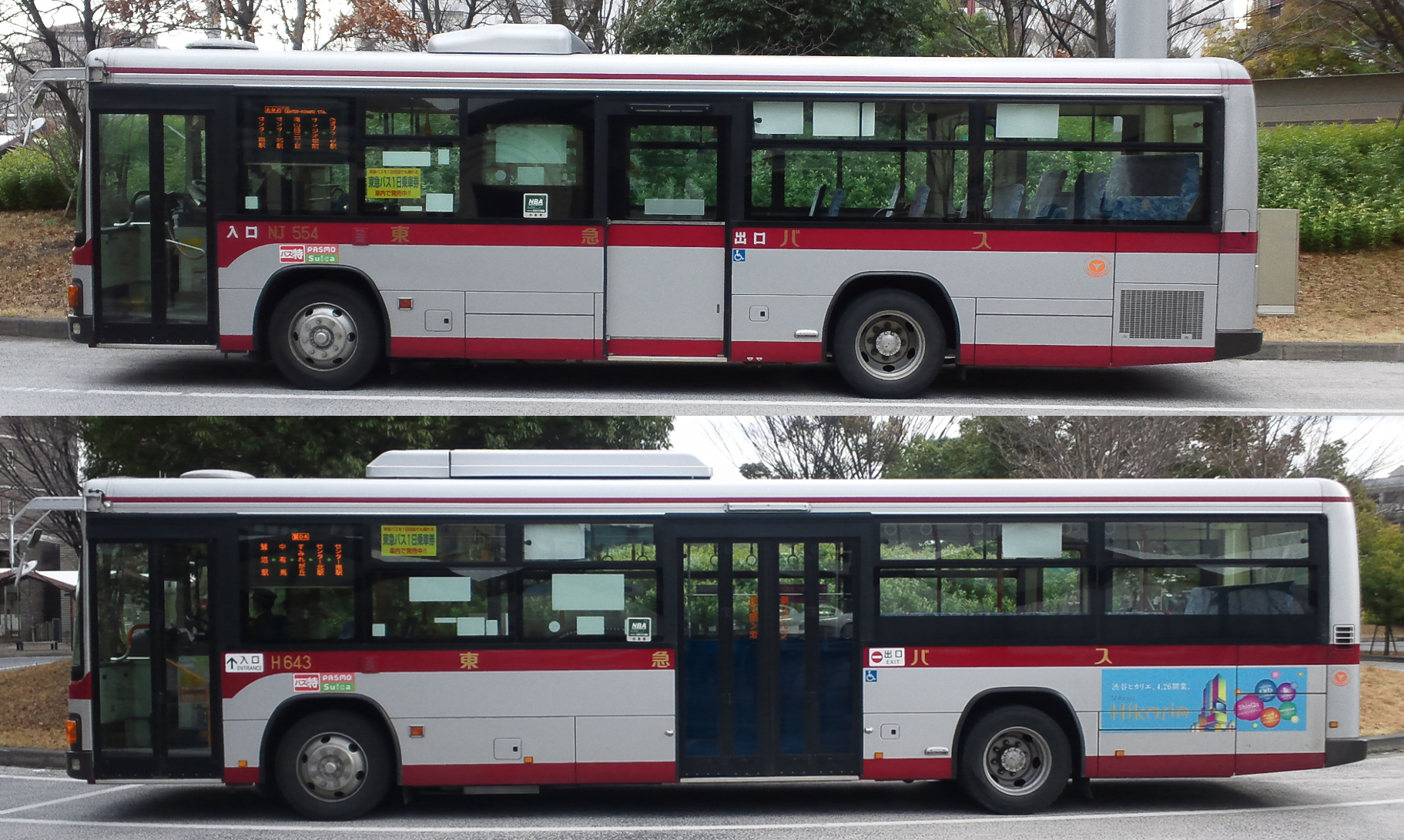
バスのホイールベースの違いの比較。上はホイールベース4.8m（KL-LV280L1）、下はホイールベース5.8m（PJ-KV234Q1）。

自動車ではトレッドが等しい場合、ホイールベースの数値を大きくすると車体の前後方向の揺れ（ピッチング）と蛇行（ヨーイング）が抑えられ、居住空間が拡大できるという利点がある反面、サスペンションからの入力に対する車体剛性の確保が難しくなる、小回りが効かなくなるなどの傾向が出る。この数値を小さくすると小回りに優れるものの、ピッチングやヨーイングが大きくなる傾向が出る。誤解を招きやすいが、ホイールベースが長い=コーナーリングが苦手となるわけではない。
ホイールベースの外側、つまり車輪軸から車両端部までの距離をオーバーハングといい、前輪軸から前端部までの距離をフロントオーバーハング、後輪軸から後端部までの距離をリアオーバーハングという。この3つの寸法は自動車の操縦安定性やハンドリングをも左右する要素となる（このほかに、左右輪の中心から外側のサイドオーバーハングとトレッド幅も関係する。）。乗用車においては、最近は、ホイールベースをなるべく大きく設定することで操縦安定性と居住性を確保する設計が主流となっている。ただし、運動性（回頭性）を重視するスポーツカーはこの限りではない（トレッドに対しホイールベースが短い）。また、前ドアの幅やドライブトレインのレイアウトによりオーバーハングの寸法が決定される大型バスでは、ホイールベースが車体長と収容能力に影響する。

### バス
バスのホイールベースは「尺」とも呼ばれる。「L尺」・「N尺」・「Q尺」などの通称は、各車種においてホイールベースごとに形式の末尾を割り当てていることに由来する。

## 鉄道
鉄道車両でも輪軸の間隔をホイールベースと呼ぶ。ただし軸距、あるいは固定軸距という表現の方がよく用いられる。二軸車では自動車と同様に車軸の間隔が軸距である。一方ボギー台車を装備した車両（ボギー車）では、1つの台車に装備されている車軸の間隔を軸距と呼び、その台車同士の間隔を台車中心間距離、あるいはボギーセンター間距離と呼ぶ。
二軸車、ボギー台車ともに、通常は同一車両（同一台車）の車軸は向きが固定されており、自動車のようにカーブの内側を向けることはできないため、軸距が長くなると線路に掛かる圧力（横圧）が大きくなり、線路の歪みを引き起こして保線作業に手間が掛かるなどの悪影響が出てくる。横圧が大きくなりすぎると脱線をもたらす事もあるため、軸距を大きく取りすぎることはできない。一方、軸距を小さくしすぎると蛇行動を引き起こす要因となる。脱線と蛇行動を抑止して高速走行を実現するためには、軸距と軸箱の支持剛性、車輪の踏面（とうめん）形状などの間に適切な関係を見つける必要がある。ミニ新幹線#台車も参照。
ボギー車では、台車間の距離を長くすることで軸距を伸ばすことなく車体を長くできる。しかしながら、いたずらに拡大すると曲線部で車体中央やオーバーハングが建築限界に抵触する恐れがある。また、カーブしている駅のプラットホームにおいて特に車両のドアとホームとの間隔が開きすぎて乗降に支障をきたす。さらに分岐器の通過に際しあまりにも長い台車間隔だと脱線のおそれもあるため、ボギーセンター間距離（台車中心間距離）の長さは規制される。